# Köréírt kör

A P sokszög köré írt O középpontú C kör.

A geometriában egy sokszög köréírt köre (esetleg: körülírt vagy körülírható (stb.) köre) az a kör, ami a poligon összes csúcsán átmegy. Az ilyen sokszög neve húrsokszög. Minden háromszögnek van körülírható köre (húrháromszög), háromnál több csúcsú poligonokra ez általában nem igaz. A húrnégyszögek közé tartoznak speciálisan a húrtrapézok, köztük a téglalapok és a négyzetek is. Azok az egyszerű sokszögek, melyek rendelkeznek köréírt körrel, mindig konvexek.

## Háromszög köréírt köre
Egy háromszög köréírt körének középpontja a három oldal szakaszfelező merőlegesének közös metszéspontjában van. Ez a pont hegyesszögű háromszögnél a háromszögön belül, tompaszögűnél azon kívül van. Derékszögűnél éppen az átfogó felezőpontja (ez a Thalész-tétel). A köréírt kör középpontja egy egyenesen van a súlyponttal és a magasságponttal; ez az Euler-egyenes. A köréírt kör kerülete éppen kétszerese a Feuerbach-körének. A háromszög egy oldalának felezőmerőlegese és az adott oldallal szemközti szög felezője éppen a körül írt körön metszi egymást.

### A háromszög köré írt kör középpontja
Tétel: A háromszög köré írt kör középpontja az oldalfelező merőlegeseinek metszéspontja.
Bizonyítás: A háromszög AB oldalának felező merőlegesének minden pontja egyenlő távolságra van a háromszög A és B csúcsától. Hasonlóan, a BC oldal felezőmerőlegesének minden pontja egyenlő távolságra van a B és a C csúcstól. Ezért ez a metszéspont egyenlő távolságra van mindhárom csúcstól, tehát ez a köré írt kör középpontja, és a harmadik felezőmerőleges is ezen a ponton megy át.
A középpont trilineáris koordinátái {\displaystyle \cos \alpha \,:\,\cos \beta \,:\,\cos \gamma }, másként
{\displaystyle =a(b^{2}+c^{2}-a^{2})\,:\,b(c^{2}+a^{2}-b^{2})\,:\,c(a^{2}+b^{2}-c^{2})}, baricentrikus koordinátái {\displaystyle {\frac {1}{2}}\sin(2\alpha )\,:\,{\frac {1}{2}}\sin(2\beta )\,:\,{\frac {1}{2}}\sin(2\gamma )}
Jelölje a beírt kör sugarát r, a köré írt kör sugarát R. Ekkor a két kör középpontjának távolsága {\displaystyle {\sqrt {R(R-2r)}}}.

### A háromszög köré írt kör sugara
A szokásos jelölésekkel:
{\displaystyle R={\frac {a}{2\sin \alpha }}={\frac {b}{2\sin \beta }}={\frac {c}{2\sin \gamma }}}
{\displaystyle R={\frac {abc}{4T}}}

## Szabályos sokszög köré írt kör sugara
Az a oldalhosszúságú szabályos n-szög köré írt kör sugara:
{\displaystyle R={\frac {a}{2\sin {\frac {180^{\circ }}{n}}}}}